# Seishiro Shimatani
Seishiro Shimatani (嶋谷 征四郎, Shimatani Seishiro, Kyoto, 6 november 1938 – Kyoto, 24 oktober 2001) was een Japans voetballer die als middenvelder speelde.

## Clubcarrière
In 1957 ging Shimatani naar de Kansai University, waar hij in het schoolteam voetbalde. Nadat hij in 1961 afstudeerde, ging Shimatani spelen voor Furukawa Electric. Shimatani veroverde er in 1961 en 1964 de Beker van de keizer. 1965 werd de ploeg opgenomen in de Japan Soccer League, de voorloper van de J1 League.

## Japans voetbalelftal
Seishiro Shimatani debuteerde in 1959 in het Japans nationaal elftal en speelde 1 interland.

## Statistieken
| Japans voetbalelftal | Japans voetbalelftal | Japans voetbalelftal |
| Jaar                 | Wed.                 | Dlp.                 |
| -------------------- | -------------------- | -------------------- |
| 1959                 | 1                    | 0                    |
| Totaal               | 1                    | 0                    |